# Kapacitance
Kapacitance, správněji kapacitní reaktance, je jalová část impedance (neboli reaktance) součástky s kapacitou (nejčastěji kondenzátoru) proti průchodu proměnlivého elektrického proudu nebo střídavého elektrického proudu (harmonického=sinusového) dané frekvence. Kapacitance je tedy impedance ideálního kondenzátoru, nebo také reaktance kapacitního charakteru.
Kapacita kapacitoru přímo závisí na ploše elektrod a na permitivitě dielektrika. Nepřímo závisí na vzdálenosti desek.
Kapacitance nemění v součástce elektrickou energii  na tepelnou energii (tak jako elektrický odpor - rezistor). Kapacitance je důsledkem změny elektrické energie na energii elektrického pole, která se akumuluje v dielektriku kapacitoru. 
Velikost akumulované energie kapacitoru vyjadřuje vztah {\displaystyle A_{C}={\frac {1}{2}}CU^{2}}. Velikost akumulované energie součástkou, na rozdíl od výkonu, nelze měnit skokově. Napětí kapacitoru je energetická veličina, kterou nelze skokově měnit a proto se napětí zpožďuje za proudem kapacitoru. Proud kapacitoru se však může měnit skokově i nespojitě. Kapacitor brání změně napětí na svých svorkách. Například v obvodech stejnosměrného proudu se po připojení vybitého kapacitoru ke zdroji napětí, projevuje kapacitor jako zkrat. Při velmi rychlé změně napětí na svorkách kapacitoru se jeho impedance blíží k nule. Po nabití kapacitoru na plné napětí zdroje, přestane proud procházet, a jeho impedance blíží k nekonečnu.
Velikost kapacitance je nepřímo úměrná kapacitě a úhlové frekvenci střídavého proudu. Kapacitance má charakter vodivosti.
Značka: XC
Jednotka SI: ohm, zkratka Ω
Další jednotky: stejné jako pro elektrický odpor a impedanci
Výpočet modulu: {\displaystyle X_{C}={\frac {1}{C\cdot \omega }}} ,

Výpočet hodnoty: {\displaystyle X_{C}=-j\cdot \ {\frac {1}{C\cdot \omega }}} , kde C je kapacita, ω je úhlová frekvence
Kapacitance způsobuje v obvodech fázový posuv mezi proudem a napětím - napětí se zpožďuje za proudem. V obecných obvodech RLC  se kromě kapacitance a rezistance objevuje také induktance.
Kapacitanci lze využít při oddělování - filtraci vysokofrekvenční a nízkofrekvenční složky střídavého proudu. Pro oddělování a filtraci jsou používány laděné rezonanční obvody. S rostoucím kmitočtem příslušné složky proudu klesá hodnota reaktance kapacitoru. Proto pro složku proudu s vyšší frekvencí představuje kapacitor malou reaktanci až zkrat (prochází lépe) a pro složku proudu s nižší frekvencí představuje větší reaktanci (prochází hůře) - konstantní stejnosměrná složka velikosti a směru neprochází kapacitorem vůbec.
Terminologická poznámka:
Vzhledem k tomu, že hrozí záměna s anglickými termíny "capacitance" (= kapacita) a "inductance" (= indukčnost), je lépe používat termínů kapacitní a induktivní reaktance. Také platná norma ČSN ISO 31-5 Veličiny a jednotky: Elektřina a magnetismus již uvádí pouze termíny kapacitní a induktivní reaktance, z tohoto hlediska lze proto termíny kapacitance a induktance považovat za zastaralé.

## Příklad využití kapacitance v praxi
Mějme kondenzátor neznámé hodnoty. Kondenzátor připojíme na harmonické napětí. Síťové střídavé napětí se přibližně blíží harmonickému průběhu (často záleží na připojených nelineárních spotřebičích v okolí). Ampérmetrem změříme procházející proud I [A] a voltmetrem  střídavé napětí U [V] kondenzátoru. Z Ohmova zákona vypočteme impedanci kondenzátoru Z [Ω] . Protože rezistivita kondenzátoru se obvykle blíží nule, můžeme vypočtenou hodnotu ze změřených hodnot prohlásit za reaktanci = imaginární část impedance kondenzátoru XC  [Ω], ze které je možno vypočíst kapacitanci:
{\displaystyle X_{C}={\frac {U_{C}}{I_{C}}}={\frac {24\ V}{12\ mA}}=2\ k\Omega }
Při běžné frekvenci v rozvodné síti 50 Hz spočítáme, že kapacita našeho kondenzátoru je:
{\displaystyle C={\frac {1}{X_{C}\cdot \omega }}={\frac {1}{X_{C}\cdot 2\pi \cdot f}}={\frac {1}{2000\cdot 2\pi \cdot 50}}=1,6\ \mu F}
Tato metoda je vhodná jen pro kondenzátory pro střídavé napětí. Například kapacitu elektrolytických kondenzátorů je nutno měřit jen z nabíjecí/vybíjecí charakteristiky (z časové konstanty RC obvodu).